# Montaigu-Vendée
Montaigu-Vendée – gmina we Francji, w regionie Kraj Loary, w departamencie Wandea. W 2016 roku liczba ludności wynosiła 20 675 mieszkańców. 
Gmina została utworzona 1 stycznia 2019 roku z połączenia pięciu ówczesnych gmin: Boufféré, La Guyonnière, Montaigu, Saint-Georges-de-Montaigu oraz Saint-Hilaire-de-Loulay. Siedzibą gminy została miejscowość Montaigu. 